# Accra
Accra er hovedstad i Ghana og landets største by. I 2012 var indbyggertallet 2.291.352.

## Kultur
Accra Daily Mail er en af byens engelsksprogede aviser.